# طريق المطار (بيروت)
طريق المطار في بيروت هي الطريق الرئيسية التي تربط مطار بيروت رفيق الحريري الدولي بوسط العاصمة اللبنانية. اكتسبت هذه الطريق أهمية بالغة ليس فقط كمحور نقل حيوي للمسافرين والبضائع، بل أيضًا كساحة للأحداث السياسية والأمنية في تاريخ لبنان الحديث. وبما أنها تُعتبر واجهة البلاد أمام الزوار والمغتربين القادمين إلى لبنان، حيث إنها أول ما يشاهده القادمون من المطار باتجاه العاصمة، فإن حالتها الأمنية والخدماتية، إلى جانب اللافتات المنتشرة على جانبيها، كثيرًا ما تكون موضع انتقادات، نظرًا لأن مظهرها، ومضمون تلك اللافتات، وانسيابية الحركة فيها يتركون انطباعًا أوليًا عن الدولة.

## التسمية
تنطلق من مطار بيروت الدولي طريقتان رئيسيتان تؤديان إلى داخل المدينة. الطريق القديم، الذي يمر عبر أحياء شعبية في الضاحية الجنوبية، يُعرف رسميًا باسم "جادة الإمام الخميني" بعدما أطلقت اتحاد بلديات الضاحية الجنوبية هذه التسمية تكريمًا للمرشد الإيراني الراحل، وقد أثارت هذه الخطوة انتقادات واسعة واعتبرها كثيرون دليلًا على تغلغل نفوذ حزب الله وإيران في الفضاء العام اللبناني. أما الطريق الثاني، فقد كان يُعرف باسم "جادة حافظ الأسد" على اسم الرئيس السوري الأسبق، ما يعكس مدى النفوذ السوري في لبنان خلال العقود الماضية، ثم تغيير اسمه إلى "جادة زياد الرحباني" تكريمًا للفنان اللبناني الراحل، وهو التغيير الذي يُعتبر مؤشرًا على تراجع هذا النفوذ بعد سقوط حكم الأسد في سوريا.
ويتميّز طريق المطار القديم بأنه يمر عبر أحياء شعبية في الضاحية الجنوبية، وتعرض خلال السنوات لإهمال وفوضى جعلته أشبه بمنطقة خارج سلطة الدولة. بالمقابل، يوفر الأوتوستراد الجديد بنية تحتية حديثة ويربط المطار بمركز العاصمة بشكل أسرع، وتخضع مداخله لحراسة أمنية رسمية أشد.

## اللافتات السياسية
على مدى سنوات، اصطفت على طول طريق المطار لافتات وصور تمجّد شخصيات حزب الله وإيران، من بينها صور لحسن نصر الله وقاسم سليماني وعلم حزب الله الأصفر. في مطلع أبريل 2025، شهد الطريق تغييرًا لافتًا ضمن حملة لإبراز الهوية الوطنية اللبنانية: أُزيلت تلك الرموز واستُبدلت بلوحات ضخمة تحمل عبارة "عهد جديد للبنان" مع العلم اللبناني. رافق هذه الخطوة ترحيب من معارضي نفوذ حزب الله، حيث اعتبروها "تنظيفًا" للطريق من مظاهر الهيمنة الإيرانية وانتصارًا للهوية اللبنانية. لكن سرعان ما ظهرت ردود فعل معاكسة، إذ أقدم مجهولون على إحراق بعض لافتات "عهد جديد للبنان" بعد وقت قصير من رفعها، في رسالة رفض فسّرها البعض بأنها احتجاج من مناصري حزب الله على إزالة صور قياداتهم.

## الاحتجاجات
في فبراير 2025، اندلعت احتجاجات غير مسبوقة نظمها مناصرون لحزب الله على خلفية أزمة طيران مع إيران. فمنعت السلطات اللبنانية طائرة إيرانية تابعة لشركة ماهان إير من الهبوط في مطار بيروت، استجابةً لتحذيرات أمنية بأن رحلات مدنية إيرانية تُستغل لتهريب أموال وسلاح إلى حزب الله. أثار القرار غضب الحزب، فنزل المئات من مناصريه إلى الشارع وقاموا بقطع طريق المطار بالإطارات المشتعلة وعدة طرق رئيسية مؤدية إليه مساء 13 فبراير، مما شلّ حركة الوصول إلى المرفق الحيوي. تدخل الجيش اللبناني لفتح الطرق بالقوة مستخدمًا القنابل الدخانية واعتقل عددًا من المحتجين، في مشهد عكس مواجهة مباشرة بين الدولة والحزب على الأرض. في 14 فبراير 2025، تعرّض موكب تابع لليونيفيل لهجوم قرب المطار، أسفر عن إصابة نائب قائد القوة وإحراق مركبة أممية. ورأى مراقبون أن هذه الحادثة شكّلت اختبارًا لهيبة الدولة وسيادتها؛ إذ حذّر وزير الداخلية الأسبق مروان شربل من تفاقم الأوضاع أمنيًا إذا بقيت قضية تهريب الأموال عبر المطار بلا حل. وأوضح شربل أن حزب الله يشعر بعد حربه الأخيرة مع إسرائيل أنه يُعامَل كطرف منهزم وضعيف في الداخل، ولذا لجأ إلى استعراض قوته شعبيًا بقطع الطرق "للحفاظ على وجوده السياسي". ودعا المسؤولون إلى معالجة هذه الخلافات عبر مؤسسات الدولة تجنبًا لانزلاق البلاد إلى مواجهات أخطر بين الحزب والأجهزة الرسمية.